# Décès en 1431
Décès
- 1427
- 1428
- 1429
- 1430
- 1431
- 1432
- 1433
- 1434
- 1435

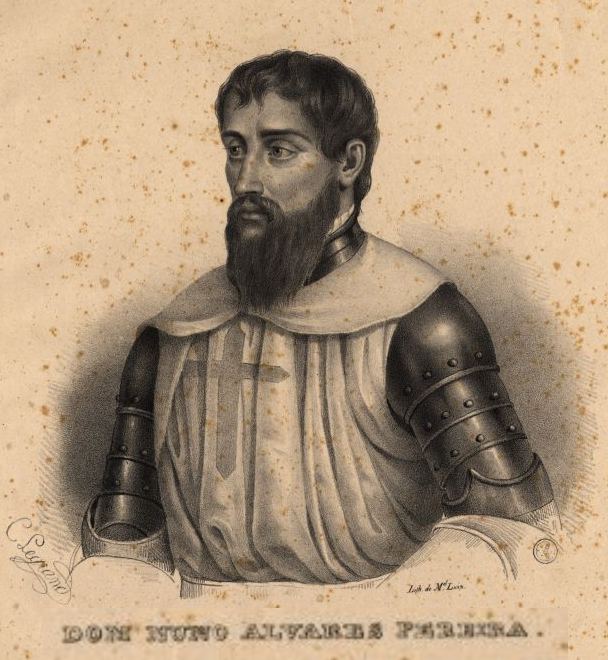
Nuno Álvares Pereira, mort en 1431.

Jeanne d'Arc, morte en 1431.

Cette page dresse une liste de personnalités mortes au cours de l'année 1431  :
- 9 janvier : Stanisław de Skarbimierz
- 25 janvier : Charles II de Lorraine, duc de Lorraine.
- 25 ou 26 janvier : Richard Fleming, évêque de Lincoln.
- 30 janvier : Obizzo da Polenta, homme politique italien.
- 9 février : Giacomo Isolani, pseudo-cardinal italien.
- 20 février : Martin V, 206e pape.
- après le 12 mars : Guillaume de Challant, évêque de Lausanne.
- 5 avril : Bernard Ier de Bade, margrave de Bade.
- 6 mai : Boleslas Ier de Cieszyn, duc de la moitié de Bytom et de Siewierz, duc de Cieszyn et de la moitié de  Głogów et de Ścinawa et duc Toszek et de Strzelin.
- 30 mai : Jeanne d'Arc, héroïne de l'histoire de France, chef de guerre et sainte de l'Église catholique.
- 3 juillet : 
  - Yolande de Bar, princesse devenue reine d'Aragon.
  - Antonio Panciera, pseudo-cardinal italien.
- 24 août : Robert II de Lubin, prince de  Lubin et de Chojnów (allemand: Haynau).
- 29 septembre : Nicolas Habart, évêque de Bayeux.
- 4 octobre : Jean Chortasménos, savant et religieux byzantin.
- 1er novembre : Nuno Álvares Pereira, noble portugais et connétable du Portugal.
- 8 décembre : Edwige Jagellon,  princesse polonaise et lituanienne, membre de la dynastie Jagellon.
- 24 décembre : Conrad de Vechta, évêque de Verden, évêque d'Olomouc, archevêque de  Prague, Maitre des monnaies et chancelier du royaume de Bohême.

- Mohammed VIII al-Mutamassik, quatorzième émir nasride de Grenade.
- Gasparin de Bergame, grammairien et enseignant italien.
- Arnault Guilhem de Barbazan, conseiller et premier chambellan du Dauphin Charles VII et capitaine français durant la guerre de Cent Ans.
- Merina de Cordoue, ou Mariana Fernández de Córdoba y Ayala, noble espagnole.
- Stanisław de Skarbimierz, homme d'église, un juriste et un universitaire polonais, qui fut recteur de l’université Jagellonne de Cracovie, et chanoine du Chapitre cathédral du Wawel.
- Jean Jouvenel des Ursins, ou Jean Juvénal des Ursins, avocat et homme politique français.
- Juan Mates, ou maître de Peñafiel, peintre espagnol d'art sacré.
- Sha-h Ni'matulla-h Wali, maître soufi, fondateur de l'ordre Nimatullahi.

dates incertaines
- (vers 1431) : Ximeno Daha, cardinal espagnol.
- 7 février ou 2 juillet : Photios, métropolite de Kiev et de toutes les Russies.

## Crédit d'auteurs
- Cet article est partiellement ou en totalité issu de l'article intitulé « 1431 » (voir la liste des auteurs).